# Wilusa
Wilusa  (en hitita 
𒌷𒃾𒇻𒊭

Wilusa, al Oeste, cerca del estrecho de los Dardanelos, y otras ciudades.

URUwi5-lu-ša), también en las formas Wilussa o Wilusija) es un topónimo que aparece en algunos documentos hititas encontrados en el archivo de Hattusa, la capital hitita. Varios historiadores identificaron este término con uno de los nombres con que la ciudad de Troya aparece mencionada en la Ilíada: Ilios. La forma original del nombre Ilios tenía una digamma inicial, lo que da Wilios, de gran semejanza con Wilusa. 

## Ubicación
Wilusa fue un reino de la región de la Tróade, a menudo confederados con Arzawa (que era una región formada por al menos cinco reinos en ocasiones confederados: la propia Arzawa, Mira, Hapalla, el país del río Seha y Wilusa). 
En 1996 el investigador Frank Starke de la Universidad de Tubinga creyó haber demostrado por completo que el topónimo Wilusa que aparece en los archivos hititas corresponde efectivamente a la ciudad que en los poemas homéricos aparece identificada como Troya o Ilios, pero el debate sigue abierto. 

## Historia
Arzawa fue sometida temporalmente por el rey hitita Hattusili I en la segunda mitad del siglo XVII a. C., pero no tardó en recuperar la independencia. Pero Wilusa, sometida seguramente al mismo tiempo, permaneció bajo dominio hitita, testimoniado por el envío periódico de regalos desde Wilusa al rey hitita. 
El gobierno en la época de Suppiluliuma I estaba en manos de Kukkuni, nombre identificado por algunos con Cicno (Kyknos), rey de la ciudad de Colonas, en la Tróade, y héroe de la Guerra de Troya, e hijo de Poseidón, y muerto por Aquiles. 
Wilusa fue aliada de Arzawa en los últimos momentos de este reino. Extinguido el reino de Arzawa, el rey hitita Mursili II firmó un tratado de amistad con el gobernador de Wilusa, llamado Alaksandu, quien había sido adoptado como sucesor por Kukkuni. Este gobernante de Wilusa ha sido relacionado con el nombre griego de Alejandro, usado en la Ilíada para nombrar a Paris, príncipe troyano.
La guerra civil entre Mursili III y Hattusili III condujo a la independencia de Wilusa, pero al final del reinado de Hattusili III, volvió a ser aliada del Imperio hitita.
En la llamada Carta de Milawata, que suele fecharse en la época de Tudhaliya IV, se da noticia de la pretensión de los hititas de reponer a Walmu en el trono de Wilusa, que había sido destronado en una sedición.

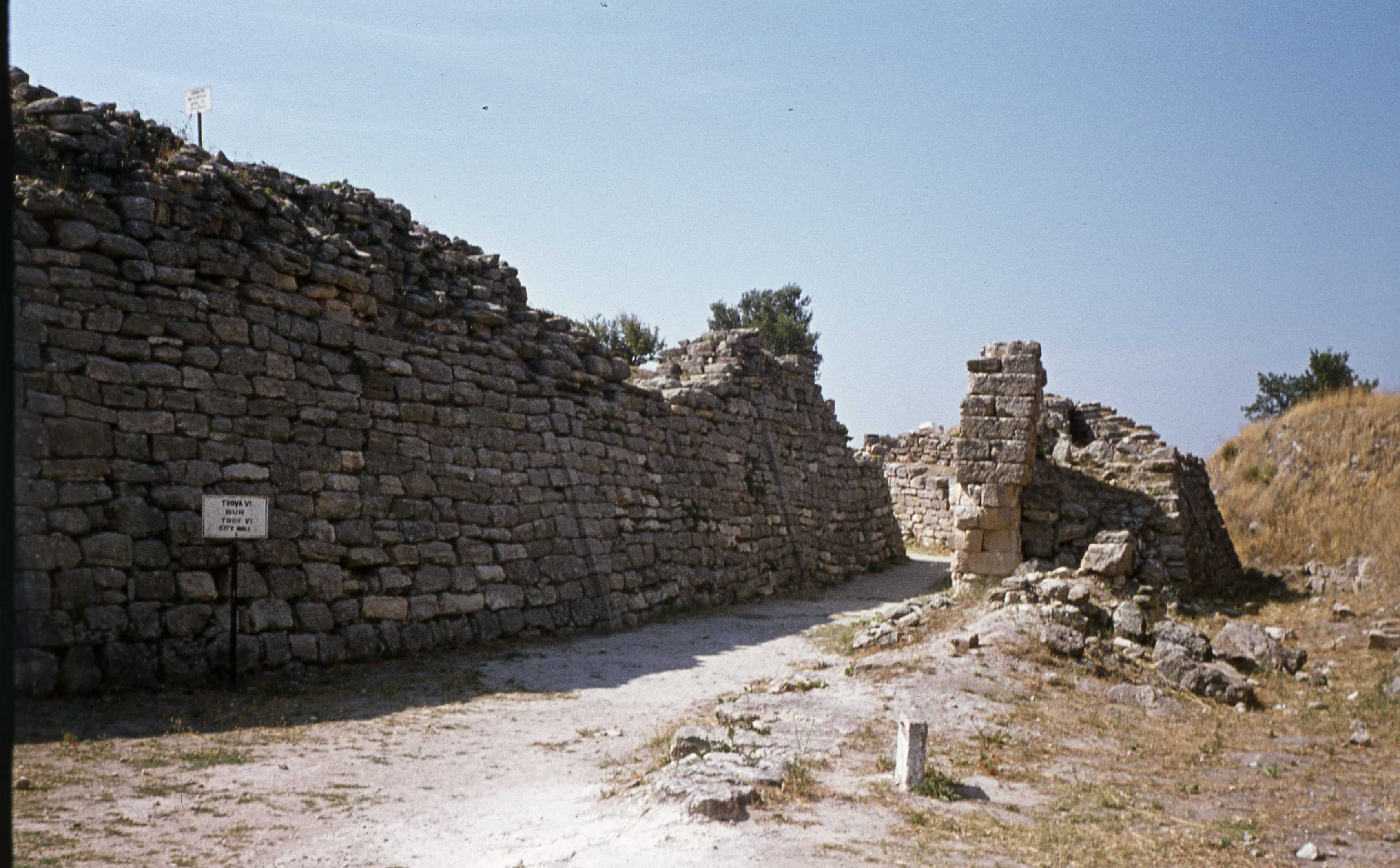
Ruinas de parte de la muralla de Wilusa.

## Posible epopeya luvita sobre Wilusa
A partir de un breve fragmento de un texto en luvita (CHT 772.1) referido a un ritual que se desarrollaba en el centro de culto de Ištanuwa, el filólogo indoeuropeísta Calvert Watkins ha sugerido que debió existir un poema luvita relacionado con la guerra de Troya narrada por Homero. Este fragmento debía ser cantado y su traducción suele ser «Cuando vinieron de la escarpada Wilusa». Sin embargo esta hipótesis se ha puesto en duda puesto que los indicios que la sostienen son muy débiles.